# Teodor Lityński
Teodor Lityński herbu Sas (zm. w 1769 roku) – skarbnik czerwonogrodzki w latach 1746–1769, pisarz grodzki kamieniecki w 1750 roku.
Poseł na sejm nadzwyczajny 1750 roku z województwa podolskiego.